# 2001 Mars Odyssey
2001 Mars Odyssey je robotsko vesoljsko plovilo, ki kroži okoli planeta Marsa. Projekt je razvila NASA in njegovo izvedbo zaupala družbi Lockheed Martin, s predvidenimi stroški za celotno misijo v višini 297 milijonov USD. Njegovo poslanstvo je uporaba spektrometrov in termovizorja za odkrivanje dokazov o pretekli ali sedanji vodi in ledu na Marsu ter preučevanje geologije in sevalnega okolja planeta. Podatki, ki jih zbira sonda Odyssey, naj bi pomagali odgovoriti na vprašanje, ali je na Marsu obstajalo življenje, in oceniti nevarnost sevanja, ki bi mu bili izpostavljeni morebitni prihodnji astronavti na Marsu. Deluje tudi kot rele za komunikacijo med roverjem Curiosity in predhodnima roverjema Mars Exploration Rover ter pristajalnim modulom Phoenix ter Zemljo. Misija je bila poimenovana v čast Arthurju C. Clarku in spominja na film 2001: Vesoljska odiseja, ki ga je s Stanleyjem Kubrickom ustvaril leta 1968.
Sonda Odyssey je bila izstreljena 7. aprila 2001 z raketo Delta II s postaje ameriških zračnih sil Cape Canaveral Air Force Station, v orbito Marsa pa je vstopila 24. oktobra 2001 ob 2.30 UTC. 
Dne 28. maja 2002 (210. sol) je NASA sporočila, da je GRS-inštrument sonde Odyssey zaznal velike količine vodika, kar je znak, da leži manj kot meter globoko pod površino Marsa led, in začela kartirati razporeditev vode pod plitvo površino. Orbiter je odkril tudi velike nanose vodnega ledu v razsutem stanju blizu površine ekvatorialnih območij.
Do 15. decembra 2010 je sonda s 3340 dnevi delovanja podrla rekord najdlje delujočega vesoljskega plovila na Marsu. Sonda Odyssey je v zadnjem desetletju služila tudi kot glavno komunikacijsko sredstvo za Nasine površinske raziskovalne module, vključno do roverja Curiosity. Trenutno je to z 19 leti, 10 meseci in 29 dnevi najdlje neprekinjeno delujoče vesoljsko plovilo v orbiti okoli planeta, ki ni Zemlja. Oktobra 2019 je bila v polarni orbiti okoli Marsa z glavno osjo približno 3800 km. Ima dovolj pogonskega goriva za delovanje do leta 2025.